# Kubok Ukraïny 2003-2004
La Kubok Ukraïny 2003-2004 (in ucraino Кубок України?) fu la 13ª edizione della Coppa d'Ucraina. La competizione iniziò l'8 agosto 2003 e terminò il 30 maggio 2004.

## Primo turno
| Squadra 1                     | Risultato       | Squadra 2                 |
| ----------------------------- | --------------- | ------------------------- |
| Podillya Khmelnytskyi         | 1 – 3           | Arsenal Kiev              |
| Naftovyk Dolyna               | 0 – 1           | Obolon Kiev               |
| Veres Rivne                   | –               | Enerhetyk Burshtyn        |
| Ikva Mlyniv                   | 1 – 3           | Polissya Zhytomyr         |
| Nyva Ternopil                 | 0 – 4           | Illichivets Mariupol      |
| Hazovyk-Skala Stryi           | 1 – 0           | Zirka Kirovohrad          |
| Tekhno-Center Rohatyn         | 0 – 4           | Volyn Lutsk               |
| Bukovyna Chernivtsi           | 0 – 2           | Nafkom-Akademiya Irpin    |
| Chornohora Ivano-Frankivsk    | 0 – 1           | Mykolaiv                  |
| Rava Rava-Ruska               | 0 – 1           | Tavriya Simferopol        |
| Dinamo Simferopol             | 0 – 3           | Nyva Vinnytsia            |
| Elektrometalurh-NZF Nikopol   | 0 – 1           | Zakarpattia Uzhhorod      |
| Olkom Melitopol               | 1 – 5           | Metalurh Donetsk          |
| Dnister Ovidiopol             | 3 – 2           | Systema-Boreks Borodyanka |
| Krystal Kherson               | 1 – 2           | CSKA Kiev                 |
| Olimpiya FC AES Uzhnoukrainsk | 0 – 3           | Chornomorets Odessa       |
| Sevastopol                    | 3 – 4           | Kryvbas Kryvyi Rih        |
| Ros Bila Tserkva              | 2 – 2 (2–4 dcr) | Spartak Sumy              |
| Tytan Armyansk                | 1 – 1 (4–1 dcr) | Karpaty Lviv              |
| Hirnyk-Sport                  | 0 – 2           | Metalurh Zaporizhia       |
| Čerkasy                       | 2 – 3           | Naftovyk Okhtyrka         |
| Vodnyk Mykolaiv               | 0 – 3           | Vorskla Poltava           |
| Krymteplytsia Molodizhne      | 0 – 1           | Spartak Ivano-Frankivsk   |
| Palmira Odessa                | 2 – 2 (4–2 dcr) | Arsenal Kharkiv           |
| Desna Chernihiv               | 0 – 2           | Dnipro                    |
| Stal Dniprodzerzhynsk         | 1 – 2           | Zorya Luhansk             |
| Avanhard Rovenky              | 0 – 4           | Borysfen Boryspil         |
| Yavir Krasnopillya            | 0 – 3           | Shakhtar Donetsk          |
| Elektron Romny                | 0 – 2           | Krasyliv                  |
| Vuhlyk Dymytrov               | 0 – 7           | Dinamo Kiev               |
| Helios Kharkiv                | 0 – 2           | Metalist Kharkiv          |
| Hazovyk Kharkiv               | 1 – 2           | Stal Alchevsk             |

## Secondo turno
| Squadra 1               | Risultato | Squadra 2            |
| ----------------------- | --------- | -------------------- |
| Spartak Sumy            | 1 – 5     | Vorskla Poltava      |
| Nyva Vinnytsia          | 1 – 2     | Chornomorets Odessa  |
| Naftovyk Okhtyrka       | 1 – 2     | Metalurh Zaporizhia  |
| Spartak Ivano-Frankivsk | 5 – 3     | Metalist Kharkiv     |
| Nafkom-Akademiya Irpin  | 0 – 1     | Dnipro               |
| Zakarpattia Uzhhorod    | 0 – 1     | Kryvbas Kryvyi Rih   |
| Krasyliv                | 1 – 4     | Tavriya Simferopol   |
| Polissya Zhytomyr       | 2 – 3     | Borysfen Boryspil    |
| CSKA Kiev               | 0 – 2     | Illichivets Mariupol |
| Zorya Luhansk           | 2 – 5     | Obolon Kiev          |
| Mykolaiv                | 0 – 6     | Dinamo Kiev          |
| Tytan Armyansk          | 1 – 4     | Volyn Lutsk          |
| Veres Rivne             | 1 – 4     | Metalurh Donetsk     |
| Palmira Odessa          | 0 – 2     | Shakhtar Donetsk     |
| Hazovyk-Skala Stryi     | 1 – 4     | Arsenal Kiev         |
| Dnister Ovidiopol       | 1 – 2     | Stal Alchevsk        |

## Ottavi di finale
| Squadra 1               | Risultato       | Squadra 2           |
| ----------------------- | --------------- | ------------------- |
| Dnipro                  | 3 – 0           | Arsenal Kiev        |
| Metalurh Donetsk        | 1 – 1 (8–9 dcr) | Tavriya Simferopol  |
| Illichivets Mariupol    | 5 – 0           | Vorskla Poltava     |
| Borysfen Boryspil       | 1 – 2           | Metalurh Zaporizhia |
| Kryvbas Kryvyi Rih      | 0 – 4           | Shakhtar Donetsk    |
| Dinamo Kiev             | 1 – 0           | Volyn Lutsk         |
| Stal Alchevsk           | 3 – 0           | Obolon Kiev         |
| Spartak Ivano-Frankivsk | 0 – 1           | Chornomorets Odessa |

## Quarti di finale
| Squadra 1            | Totale | Squadra 2           | Andata | Ritorno |
| -------------------- | ------ | ------------------- | ------ | ------- |
| Metalurh Zaporizhia  | 1 – 3  | Chornomorets Odessa | 1 – 1  | 0 – 2   |
| Illichivets Mariupol | 0 – 9  | Dinamo Kiev         | 0 – 8  | 0 – 1   |
| Stal Alchevsk        | 1 – 3  | Shakhtar Donetsk    | 0 – 0  | 1 – 3   |
| Dnipro               | 6 – 2  | Tavriya Simferopol  | 4 – 1  | 2 – 1   |

## Semifinali
| Squadra 1           | Totale          | Squadra 2        | Andata | Ritorno |
| ------------------- | --------------- | ---------------- | ------ | ------- |
| Dnipro              | 2 – 2 (2–1 dcr) | Dinamo Kiev      | 2 – 0  | 0 – 2   |
| Chornomorets Odessa | 0 – 2           | Shakhtar Donetsk | 0 – 1  | 0 – 1   |

## Finale
| Arbitro: | Serhiy Shebek (Kiev) |

|  |           |                        |
|  | Marcatori | 1’ Bjelik 88’ Tymoščuk |